# كومرسيو إي إيندوستريا
نادي كومرسيو إي إيندوستريا لكرة القدم (بالبرتغالية: União Futebol Comércio e Indústria‏) هو نادٍ رياضي برتغالي تأسس في 24 يونيو 1917 في مدينة سيتوبال.